# 丸山祐市
丸山祐市（1989年6月16日—），日本足球運動員，現效力日職球隊川崎前鋒，前日本國家足球隊成員。

## 俱樂部生涯
丸山佑市出身于东京都，出自FC东京青训（U15），2012年从明治大学毕业后加盟FC东京，但得不到重用，于2014年被租借给湘南比马，在湘南比马中共出场43场，打进3球。
向湘南比马期限租借的丸山佑市，随着租借期限时间满，在转会期间回归到FC东京，丸山佑市在FC东京度过了9年半的时间。
7月4日，名古屋鲸鱼官宣FC东京后卫丸山佑市加盟球队。

## 國家隊生涯
槙野智章受伤退出本期日本国家队，FC东京中后卫丸山佑市顶替。

## 外部連結
- Profile at FC Tokyo（页面存档备份，存于）
- 日本職業足球聯賽中的丸山祐市 （日語）
- Soccerway資料庫：丸山祐市